# 1818 w muzyce
Wydarzenia muzyczne w 1818 roku.

## Wydarzenia
- 22 stycznia – w drezdeńskim Hoftheater miała miejsce premiera romansu „Leise weht es” J.223 Carla von Webera[1][2]
- 17 lutego – prawdopodobnie w Neapolu odbyła się premiera kantaty „Arianna e Nasso” Simona Mayra[1][2]
- 24 lutego – w Pałacu Radziwiłłów w Warszawie ma miejsce debiut estradowy Fryderyka Chopina grającego koncert fortepianowy czeskiego kompozytora Adalberta Gyrowetza[1][2]
- 1 marca – w Wiedniu odbyła się premiera „Overture in D major for orchestra” D.590 Franza Schuberta[1][2]
- 3 marca – w drezdeńskim Hoftheater miała miejsce premiera „Sei gegrüsst, Frau Sonne, mir”, J.225 Carla von Webera[1][2]
- 5 marca
  - Franz Schubert składa wniosek o członkostwo jako akompaniator w Gesellschaft der Musikfreunde. Zostanie on odrzucony, gdyż nie jest on amatorem[1][2]
  - w neapolitańskim Teatro San Carlo miała miejsce premiera opery Mojżesz w Egipcie Gioacchina Rossiniego[1][2]
- 12 marca – w Wiedniu miała miejsce premiera „Uwertury na dwa fortepiany”, D.597 Franza Schuberta[1][2]
- 13 kwietnia – w drezdeńskim Hoftheater miała miejsce premiera „In Provence blüht die Liebe”, J.227 Carla von Webera[1][2]
- 2 maja – w weneckim Teatro San Benedetto miała miejsce premiera kantaty „La morte di Didone” Gioacchina Rossiniego[1][2]
- 6 czerwca – w drezdeńskim Hoftheater miała miejsce premiera „Heinrich IV, König von Frankenreich”, J.237 Carla von Webera[1][2]
- 30 czerwca – w paryskim Théâtre Feydeau miała miejsce premiera opery Le petit chaperon de Rouge François-Adriena Boieldieu[1][2]
- 18 lipca – w drezdeńskim Hoftheater miała miejsce premiera „Heil dir, Sappho”, J.240 Carla von Webera[1][2]
- 3 sierpnia – w Dreźnie odbyła się premiera kantaty „Natur und Liebe”, J.241 Carla von Webera[1][2]
- 18 sierpnia – w drezdeńskim Hoftheater miała miejsce premiera „Die Zwillinge”, J.Anh.71 Carla von Webera[1][2]
- 20 września – dwa utwory Carla Marii von Webera są wykonywane po raz pierwszy w Dreźnie: „Jubel-Cantate” J.244 oraz „Jubel-Uwertura” J.245[1][2]
- 28 września – w paryskim Théâtre Feydeau miała miejsce premiera opery Le premier venu ou Six lieues de chemin Ferdinanda Hérolda[1][2]
- 29 września – w wiedeńskim Waisenhaus miała miejsce premiera „Polonaise in B-flat major na skrzypce i orkiestrę”, D.580 Franza Schuberta[1][2]
- 11 października – w Székesfehérvárze odbyła się premiera „Ouvertüre über ungarische Nationalweisen” Heinricha Marschnera[1][2]
- 21 października – założono Kaliskie Towarzystwo Muzyczne, najstarsze towarzystwo muzyczne w Polsce
- 28 października – w Berlinie odbył się pierwszy publiczny występ dziewięcioletniego wówczas Felixa Mendelssohna[1][2]
- 14 listopada – w weneckim Teatro San Luca miała miejsce premiera opery Enrico di Borgogna Gaetana Donizettiego[1][2]
- 26 listopada – w bratysławskim Schauspielhaus miała miejsce premiera „Saidar und Zulima oder Liebe und Grossmut” Heinricha Marschnera[1][2]
- 3 grudnia – w neapolitańskim Teatro San Carlo ma miejsce premiera opery Ricciardo i Zoraida Gioacchina Rossiniego[1][2]
- 15 grudnia – w weneckim Teatro San Luca miała miejsce premiera opery Una Follia Gaetana Donizettiego[1][2]
- 24 grudnia – „Cicha noc”, pierwsze wykonanie podczas pasterki w austriackim Oberndorf bei Salzburg

## Urodzili się
- 11 marca
  - Antonio Bazzini, włoski kompozytor i skrzypek (zm. 1897)
  - Marius Petipa, francuski tancerz i choreograf (zm. 1910)
- 27 marca – Erminia Frezzolini, włoska śpiewaczka operowa (sopran) (zm. 1884)
- 13 kwietnia – Marek Sokołowski, polski gitarzysta i kompozytor (zm. 1883)
- 10 czerwca – Clara Novello, brytyjska śpiewaczka operowa (sopran) (zm. 1908)
- 11 czerwca – Hubert Ferdinand Kufferath, niemiecki kompozytor, skrzypek i pianista (zm. 1896)
- 17 czerwca – Charles Gounod, francuski kompozytor operowy (zm. 1893)
- 4 lipca – Józef Jarecki, polski kompozytor, organista, pedagog muzyczny (zm. 1871)
- 12 września – Theodor Kullak, niemiecki pianista, kompozytor i pedagog (zm. 1882)
- 15 października – Alexander Dreyschock, czeski pianista i kompozytor (zm. 1869)
- 11 listopada – Ksawera Deybel, polska śpiewaczka, członkini Koła Sprawy Bożej i uczennica Fryderyka Chopina; wieloletnia kochanka Adama Mickiewicza, któremu najprawdopodobniej urodziła co najmniej jedno dziecko (zm. 1900)
- 23 grudnia – Michele Novaro, włoski muzyk, autor pieśni. Skomponował muzykę do włoskiej pieśni patriotycznej „Fratelli d’Italia” (zm. 1885)

## Zmarli
- 1 lutego – Giuseppe Gazzaniga, włoski kompozytor (ur. 1743)
- 20 marca – Johann Nikolaus Forkel, niemiecki muzykolog i kompozytor (ur. 1749)
- 23 marca – Nicolas Isouard, maltański kompozytor (ur. 1773)
- 7 maja – Leopold Koželuh, czeski kompozytor i pedagog muzyki klasycznej (ur. 1747)
- 18 maja – Maddalena Laura Sirmen, włoska skrzypaczka i kompozytorka (ur. 1745)
- 31 grudnia – Jean-Pierre Duport, francuski wiolonczelista (ur. 1741)

## Muzyka poważna
- 24 stycznia – w wiedeńskim „Wiener Zeitung” opublikowano pieśń „Erlafsee”, Op. 8 No. 3 – D 586 Franza Schuberta[1][2]
- 11 lutego – w wiedeńskim „Wiener Zeitung” opublikowano „Mass in B”, op.77 Johanna Nepomuka Hummla[1][2]
- 19 kwietnia – w wiedeńskim „Wiener Zeitung” opublikowano „Schöne Minka” op.78 Johanna Nepomuka Hummla[1][2]